# Lizzy Mercier Descloux
Martine-Elisabeth "Lizzy" Mercier Descloux (París, Francia; 16 de diciembre de 1956 – Saint Florent, Id.; 20 de abril de 2004) fue una cantautora, actriz y artista francesa.

## Biografía
Mercier Descloux creció en Lyon, Francia, pero regresó a su París natal en su adolescencia para estudiar arte y música. Junto con su compañero Michel Esteban, ayudó a fundar la tienda Harry Cover, templo del movimiento punk en Francia, y la revista de new wave Rock News. Se hizo amiga de Patti Smith y Richard Hell cuando visitó Nueva York en 1975, y ambos contribuyeron con material para su primer libro, Desiderata. Lizzy y Esteban se mudaron a Nueva York en 1977, y conocieron a Michael Zilkha, con quien Esteban formó Ze Records.
Con el guitarrista D.J. Barnes, Mercier Descloux formó el dúo de artes escénicas Rosa Yemen, y grabó un álbum homónimo para ZE Records en 1978. Al año siguiente, ZE lanzó su LP de debut en solitario, Press Color. Aunque el disco tuvo pocas ventas, la artista pudo realizar giras en los Estados Unidos y Europa.
El gerente de Island Records, Chris Blackwell, financió las sesiones en las Bahamas para su segundo álbum, Mambo Nassau, con el ingeniero de Compass Point All Stars Steven Stanley y el teclista Wally Badarou coescribiendo y produciendo. Aunque el disco no tuvo éxito en Norteamérica, le valió un contrato con CBS Records en Francia.
De regreso a Francia, lanzó dos sencillos antes de viajar por África, inspirándose en la música de Soweto para grabar la canción "Mais où Sont Passées les Gazelles?", un éxito en Francia en 1984, y el galardonado álbum Zulu Rock, con el productor Adam Kidron. Colaborando nuevamente con Kidron como productor, grabó los álbumes One for the Soul (1986) y Suspense (1988).
A mediados de los años 1990 se mudó a Córcega y se dedicó a la pintura y a escribir una novela inédita. En 2003 le diagnosticaron cáncer de ovario y de colon, falleciendo el año siguiente.

## Álbumes
- Rosa Yemen (1978)
- Press Color (1979)
- Mambo Nassau (1981)
- Zulu Rock (1984)
- One for the Soul (1985)
- Suspense (1988)